# NGC 5687
NGC 5687 is een elliptisch sterrenstelsel in het sterrenbeeld Ossenhoeder. Het hemelobject werd op 24 april 1789 ontdekt door de Duits-Britse astronoom William Herschel.

## Synoniemen
- UGC 9395
- MCG 9-24-20
- ZWG 273.14
- KARA 637
- PGC 52116